# عنایت‌الله آتشی
عنایت‌الله آتشی | چهره و صدای ماندگار بسکتبال ایران
متولد ۱۶ مرداد ۱۳۲۴ – جهرم

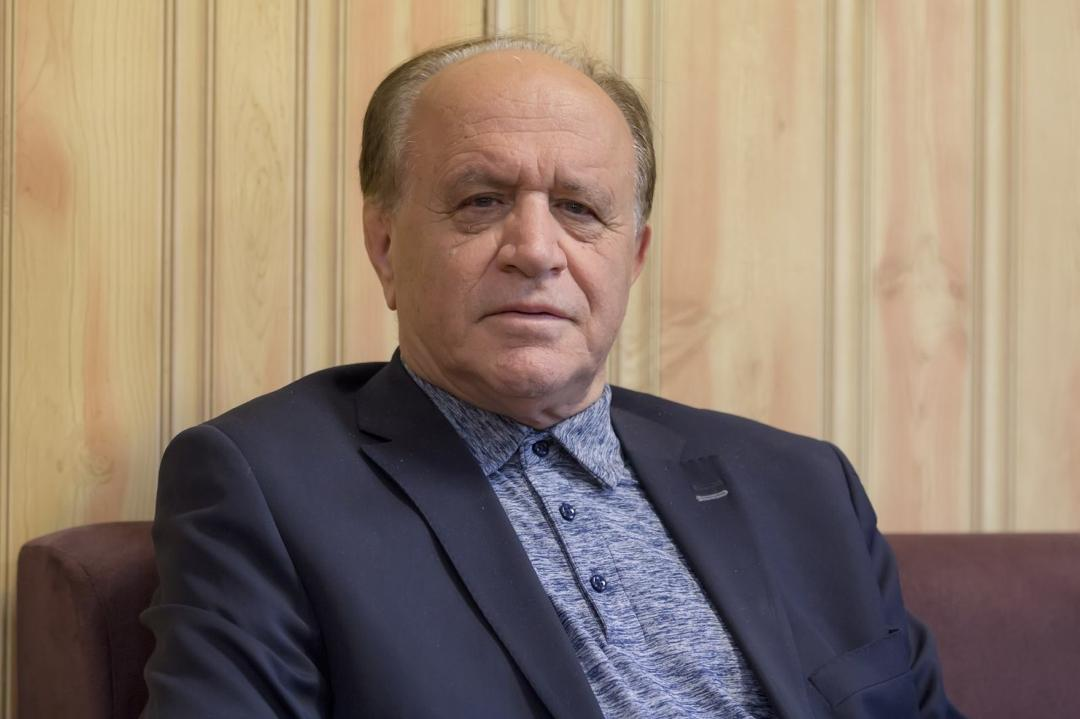

عنایت‌الله آتشی، تاریخ زنده‌ی بسکتبال ایران، بیش از شش دهه از عمر خود را وقف رشد، توسعه و ترویج این ورزش در کشور کرده است. از زمین‌های خاکی جهرم تا سکوهای افتخار بین‌المللی، او در جایگاه‌هایی چون بازیکن، مربی، مدیر، کارشناس، گزارشگر و مؤلف، اثری ماندگار بر پیکره‌ی بسکتبال ایران به‌جا گذاشته است.

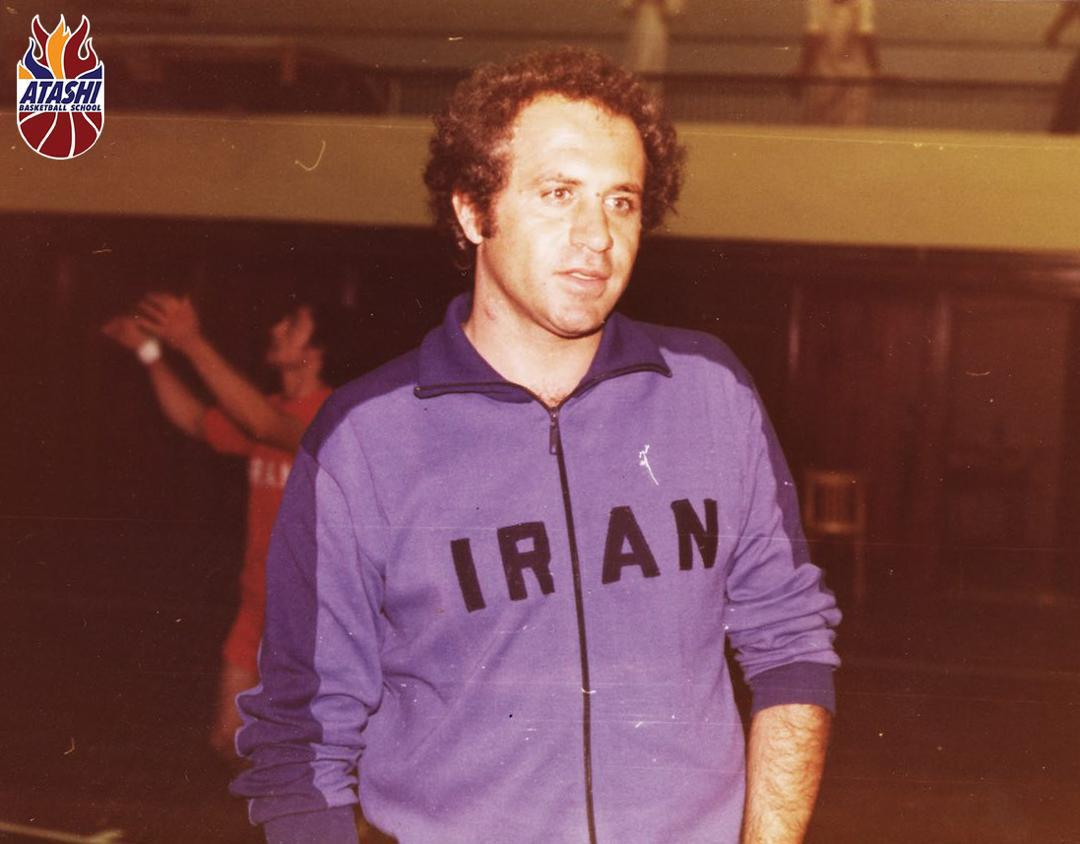

فعالیت حرفه‌ای‌اش در جهرم آغاز شد، اما با مهاجرت به تهران، به ستاره‌ای درخشان در آسمان بسکتبال ایران بدل شد.

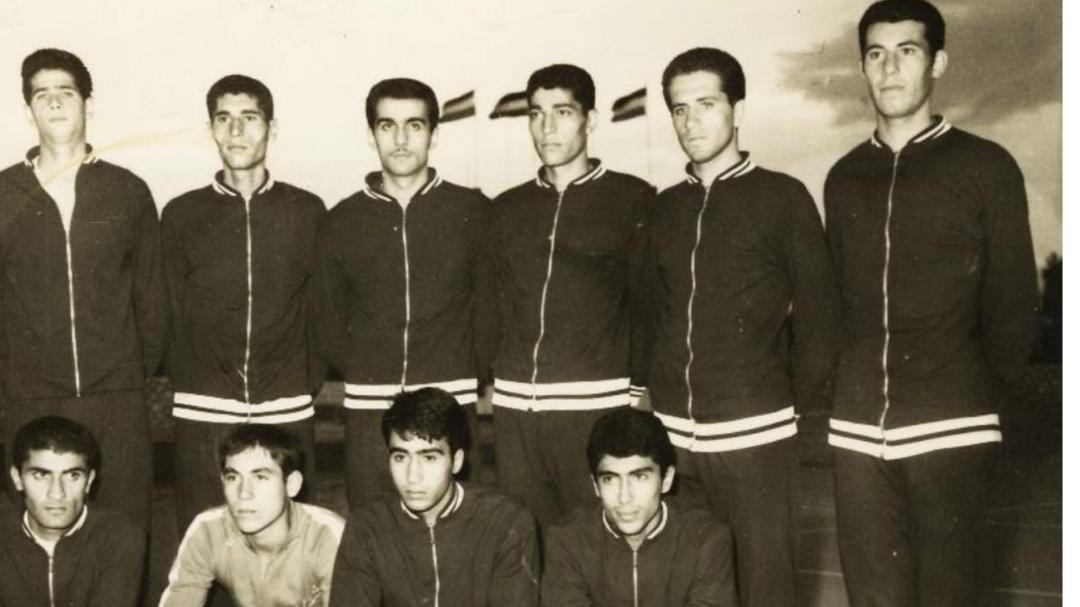

در سال‌های ۱۳۴۴ و ۱۳۴۵، با تیم ارتش سوم، قهرمان ارتش‌های ایران شد و در سال ۱۳۴۹-۱۳۵۰، با تیم منتخب تهران در رقابت‌های قهرمانی کشور در کرمانشاه حضور یافت و مقام اول را بدست آورد.

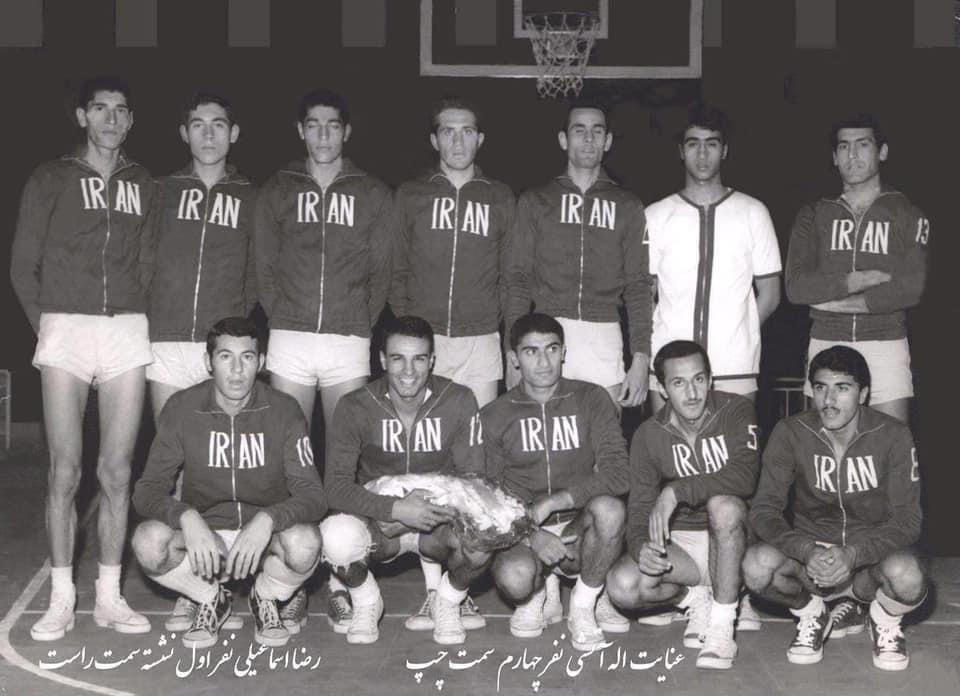

در سال ۱۳۴۷، به پیراهن تیم ملی رسید، سپس به عضویت باشگاه تاج درآمد و هم‌زمان با بازی، مربیگری را نیز آغاز کرد.

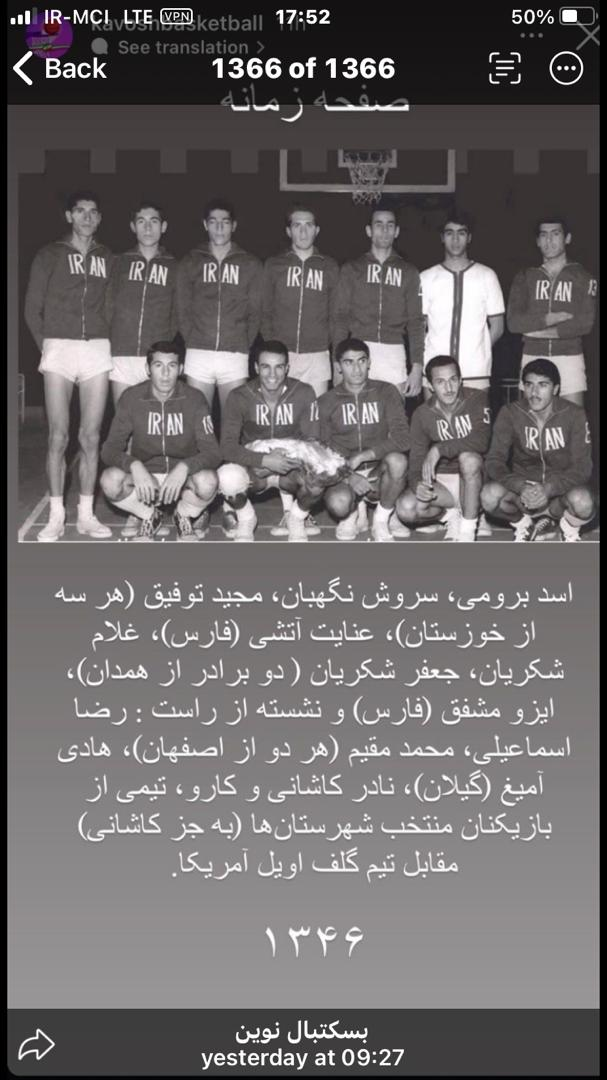

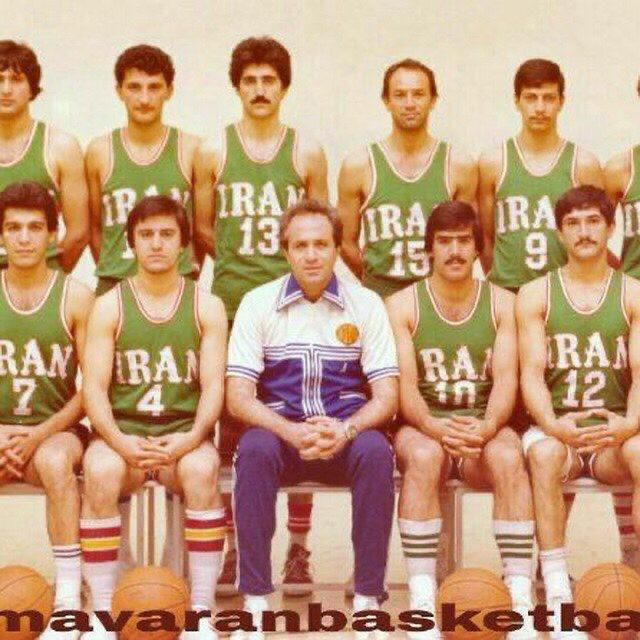

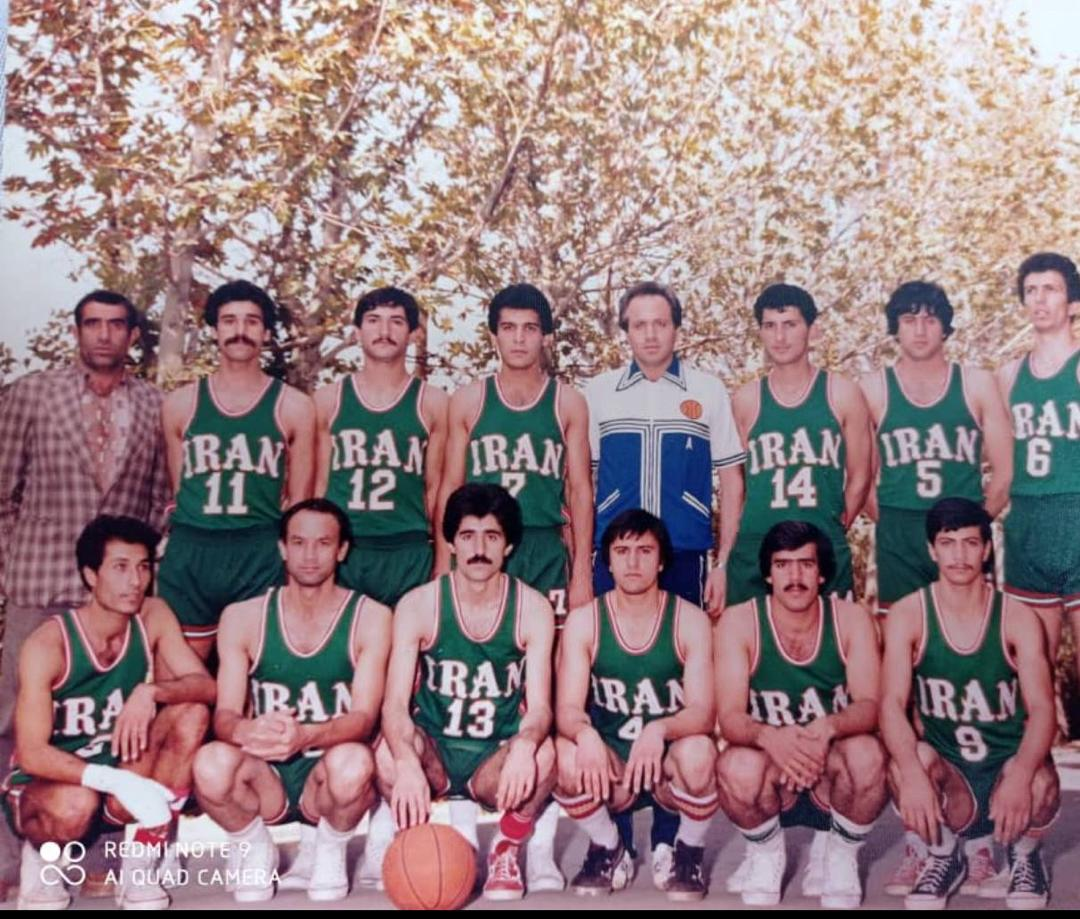

در سال ۱۳۵۲، نام او در فهرست مربیان برجسته کشور جای گرفت.
در سال ۱۳۵۴، نخستین مرکز آموزش آکادمیک مینی‌بسکتبال ایران را در باشگاه تاج پایه‌گذاری کرد؛ اقدامی نوآورانه که مسیر تازه‌ای در تربیت نسل آینده کشور گشود. سال‌ها بعد، فرزندانش – دکتر مهران و دکتر مهراد آتشی – این راه را در قالب مدرسه‌ بسکتبال آتشی تخصصی ادامه دادند.

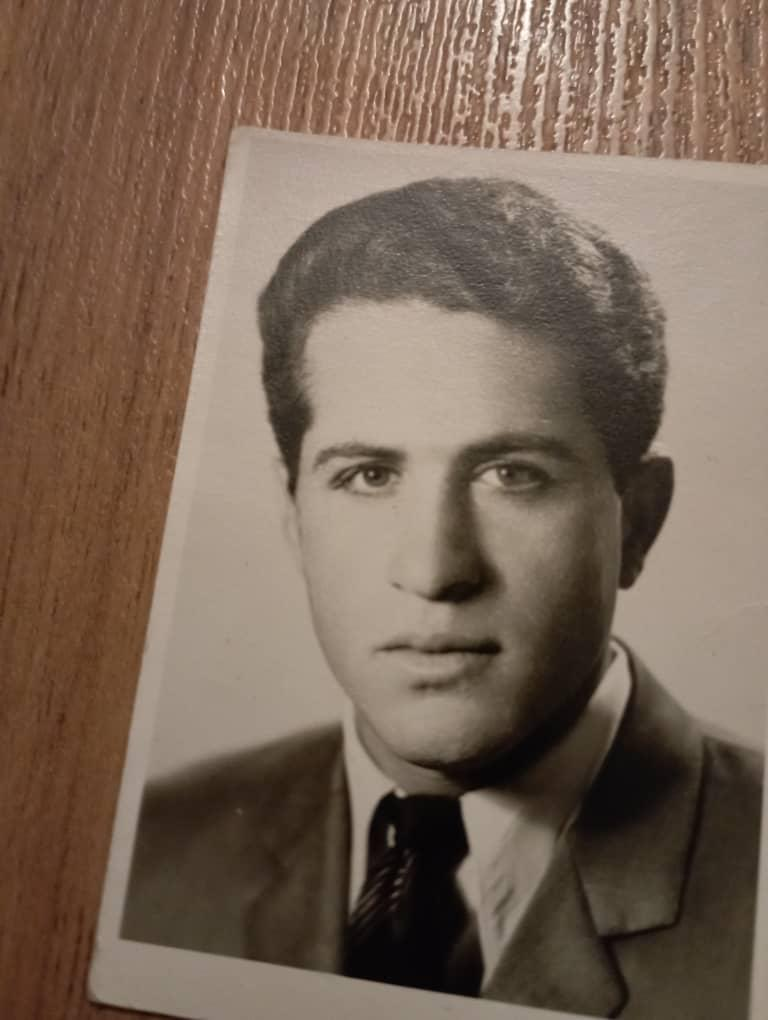

در میانه‌ی دهه پنجاه، هدایت تیم ملی جوانان را بر عهده گرفت و آن را در رقابت‌های بین‌المللی کویت و سپس فیلیپین رهبری کرد. هم‌زمان، در باشگاه تاج، به توسعه‌ی بسکتبال مردان و زنان پرداخت و نقشی مؤثر در این حوزه ایفا کرد.
پس از انقلاب، به عضویت شورای اداره‌کننده فدراسیون بسکتبال درآمد و دوره‌های مربیگری بین‌المللی را در ایالات متحده آمریکا پشت سر گذاشت. او دو بار با دعوت مستقیم فیبا در اجلاس سالیانه فدراسیون جهانی مربیان در شوروی و ایتالیا شرکت کرد؛ افتخاری که تنها نصیب چهره‌هایی برجسته می‌شود.
از ۱۳۶۱ تا ۱۳۷۰، به‌مدت یک دهه، سرمربی تیم ملی بزرگسالان ایران بود و در دهه ۱۳۸۰، به‌عنوان دبیر فدراسیون بسکتبال ایران، در دو نوبت انتخاب و در طراحی ساختارهای نوین این ورزش نقش‌آفرین شد. همچنین سال‌ها عضو هیئت‌رئیسه‌ی فدراسیون و از مهره‌های کلیدی در برنامه‌ریزی‌های راهبردی بود.
در سطح باشگاهی، هدایت تیم‌هایی چون تاج، استقلال، پیکان، دانشگاه آزاد، کاوه، پگاه و پرسپولیس را بر عهده داشت و همراه آن‌ها به قهرمانی رسید. همچنین مدتی به‌عنوان مشاور فنی در باشگاه توزیع الکتریک فعالیت داشت.
صدای او برای دوست‌داران بسکتبال آشناست؛ بیش از چهار دهه گزارشگری حرفه‌ای در صداوسیما، او را به صدایی ماندگار در حافظه‌ی شنیداری مردم تبدیل کرد، و دو بار لوح گزارشگر برتر دریافت کرد.
نخستین کسی بود که پس از انقلاب، مسابقات NBA را به‌صورت زنده به خانه‌های مردم آورد. تحلیل‌های فنی و صدای خاصش، دو بار او را شایسته‌ی دریافت عنوان «گزارشگر برتر صداوسیما» کرد.

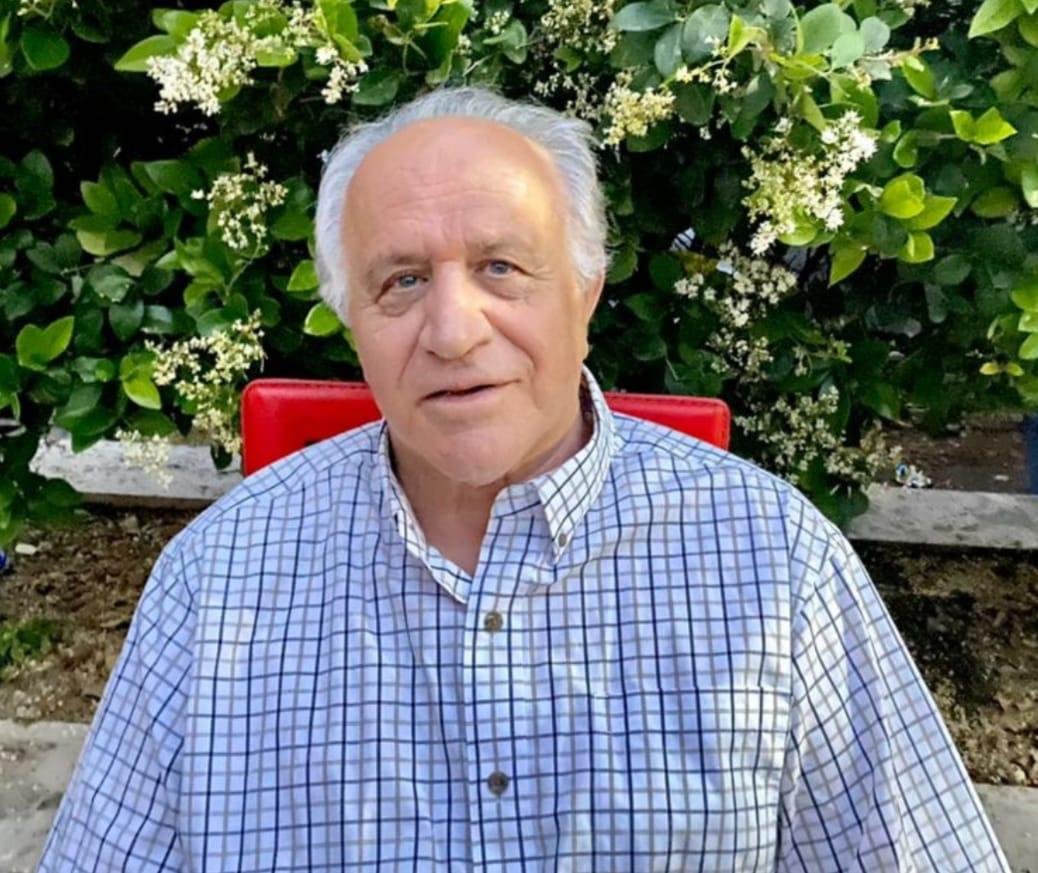

در حوزه‌ی مدیریت ورزشی نیز فعال بود؛ از ریاست ورزشگاه محمد نصیری ( شهید حیدرنیا ) تا معاونت ورزشگاه آزادی. همچنین در بازی‌های آسیایی ۱۹۷۴، به‌عنوان عضو گروه اجرایی در مسابقات بسکتبال حضور داشت و از چهره‌های تأثیرگذار در تغییر نام باشگاه تاج به استقلال پس از انقلاب بود؛ تغییری که به پیشنهاد مستقیم او انجام شد.
شاگردان بسیاری زیر نظر او پرورش یافتند، که شماری از آنها به کاپیتانی تیم ملی - در هر دو رده بانوان و آقایان - رسیدند. 
عنایت‌الله آتشی همچنین نویسنده‌ی سه اثر مهم در حوزه‌ی تاریخ و آموزش بسکتبال است:
۱. بسکتبال در گذر زمان
۲. بسکتبال و من
۳. پیشینه بسکتبال استان‌ها – نخستین کتاب تاریخ‌نگارانه درباره‌ی بسکتبال استان‌های ایران.
در نهایت، به پاس یک عمر تلاش بی‌وقفه، نشان «چهره ماندگار ورزش کشور» به او اهدا شد؛
افتخاری شایسته برای مردی که خود، بخشی از تاریخ بسکتبال ایران است.

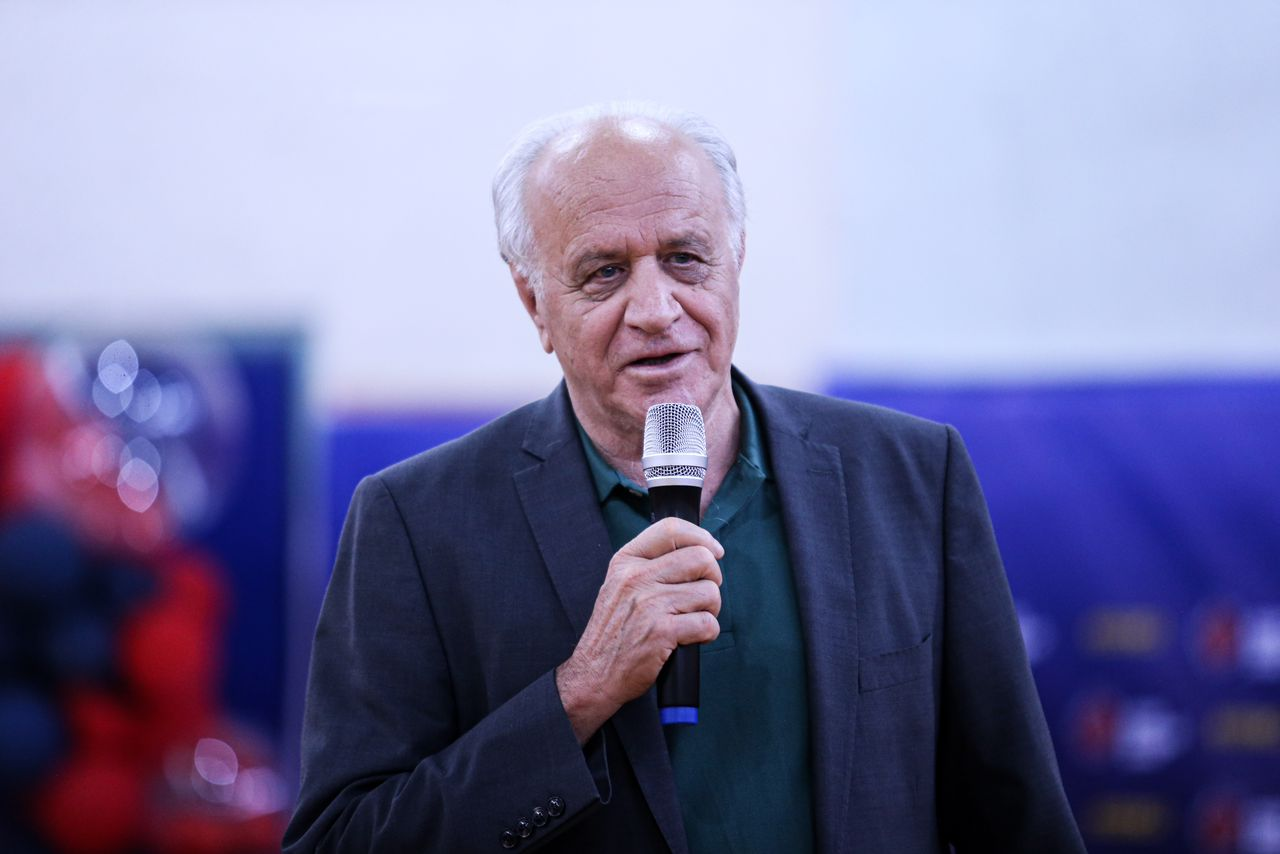

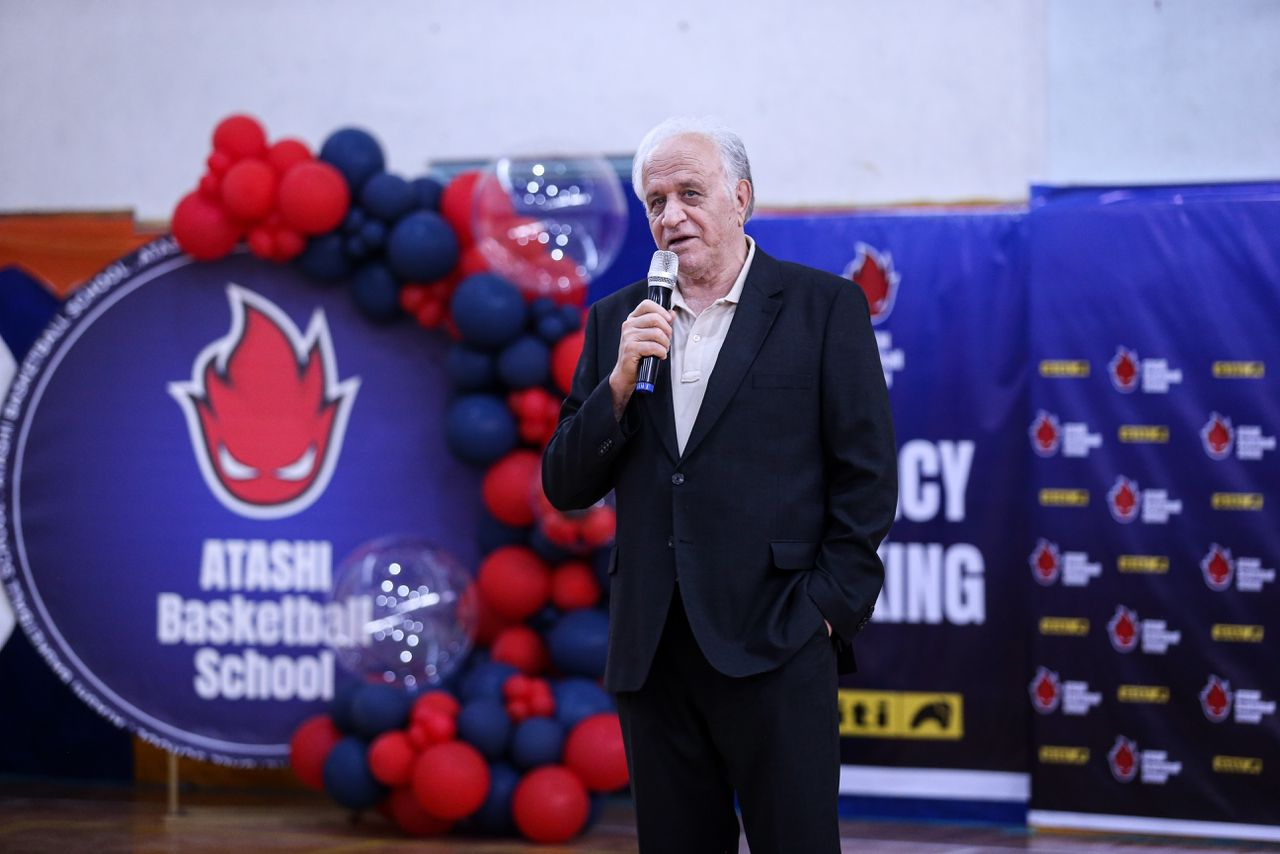

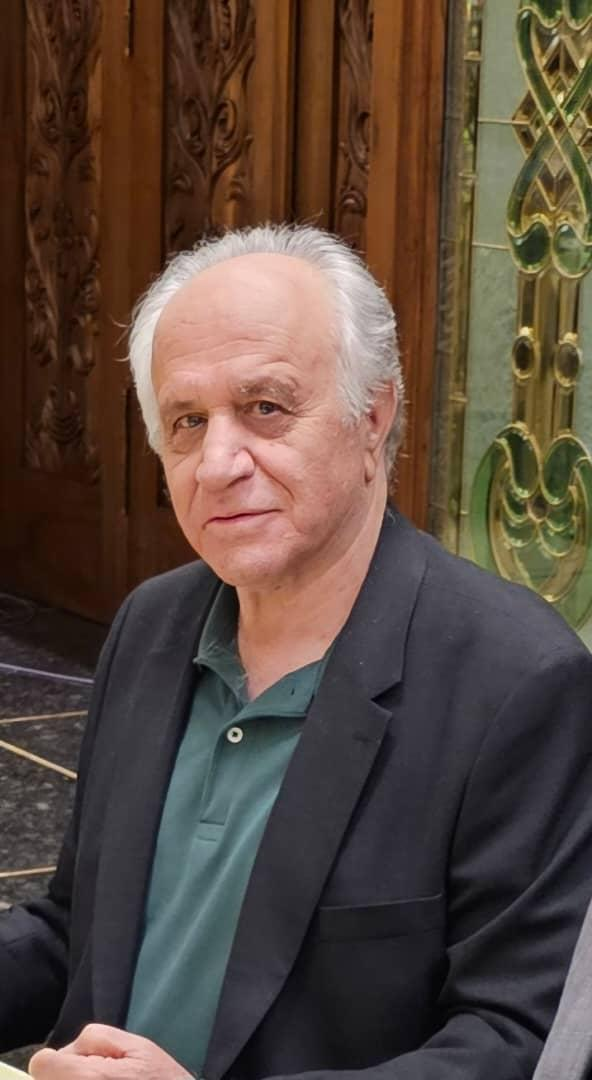

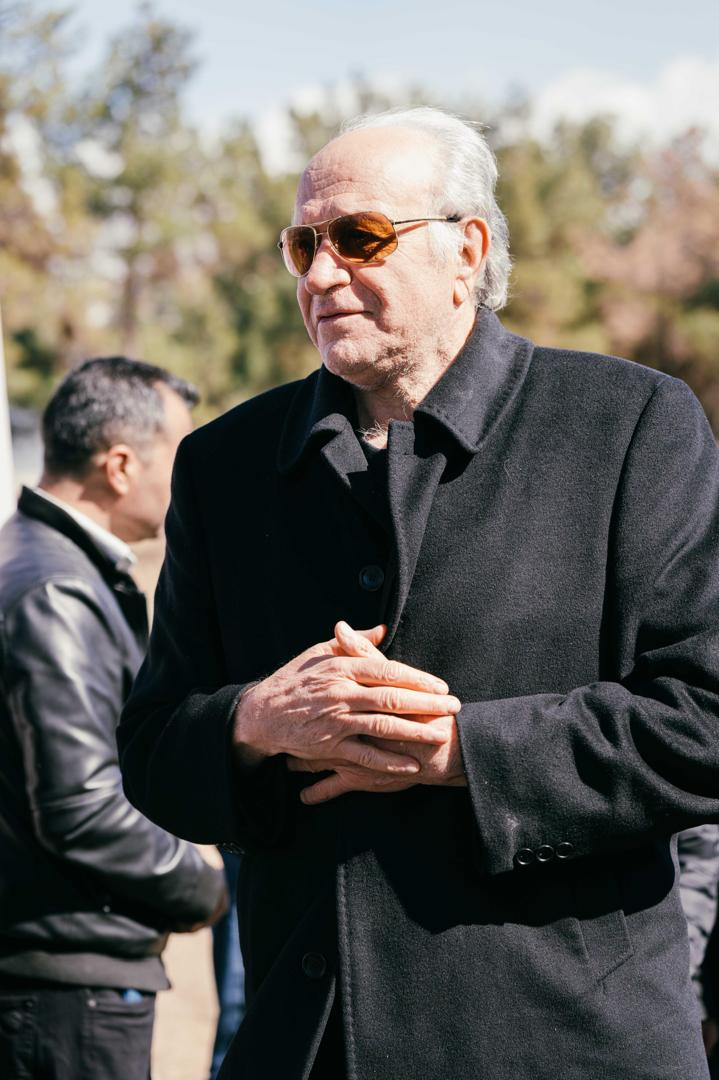
عنایت الله آتشی